# Hans Halberstadt
Hans Ignaz Halberstadt (* 10. Juni 1885 in Offenbach; † 22. September 1966 in San Francisco) war ein deutscher Fechter, deutscher Meister und Olympiateilnehmer. Während der Zeit des Nationalsozialismus emigrierte er in die USA. Dort gründete er den Halberstadt Fencers' Club, der noch heute seinen Namen trägt. In Deutschland focht er für den FC Offenbach.

## Leben
Halberstadt wurde 1885 in Offenbach geboren. Seine Familie war jüdischen Glaubens und durch das Gerbereigewerbe wohlhabend geworden. In den zwanziger Jahren wurde Halberstadt als Degen- und Säbelfechter erfolgreich. Er gewann zwei deutsche Meisterschaften und nahm an den Olympischen Spielen in Amsterdam teil. In den dreißiger Jahren war er auch im Vorstand des FC Offenbach tätig, auch nach der Machtergreifung der Nationalsozialisten. Später wurden die jüdischen Mitglieder des Vereins jedoch gebeten, von sich aus zu kündigen.
Kurze Zeit nach der Reichspogromnacht wurde das Familiengeschäft der Halberstadts beschlagnahmt. Er selbst wurde nach Bergen-Belsen deportiert. Dank seiner sportlichen Tätigkeit als Fechter war es ihm jedoch möglich, Deutschland schnell zu verlassen. Hierbei kam ihm zugute, dass Reinhard Heydrich und zahlreiche weitere SS-Offiziere ebenfalls aktive Fechter waren. Er floh nach London und anschließend in die Vereinigten Staaten nach San Francisco. Dort arbeitete er erst in der Fechtschule des deutschstämmigen Fechtmeisters Eric Funke, später gründete er seine eigene Fechtschule, den Halberstadt Fencers' Club, an dem er bis zu seinem Tod 1966 arbeitete. Helene Mayer, die in Deutschland ebenfalls beim FC Offenbach focht, trat nach ihrer Emigration Halberstadts Club bei und gewann für ihn acht amerikanische Meisterschaften. Weitere berühmte Schüler seines Clubs waren Sal Giambra (Olympiateilnehmer 1948) und Tommy Angell (Olympiateilnehmer 1964).

## Erfolge
Halberstadt gewann 1922 und 1930 die deutschen Einzelmeisterschaften im Degenfechten. Mit dem FC Offenbach wurde er 1920 und 1921 deutscher Mannschaftsmeister mit dem Degen, 1923, 1924 und 1925 mit dem Säbel.
1928 vertrat er Deutschland an den Olympischen Spielen in Amsterdam. Im Einzel nahm er am Degenwettbewerb teil und schied als bester Deutscher in der Halbfinalrunde aus. Die Säbelmannschaft bestehend aus Halberstadt, Erwin Casmir, Heinrich Moos und Hans Thomson verpasste knapp eine Medaille und wurde 4. Mit dem Degen schied er zusammen mit Theodor Fischer, Fritz Gazzera und Fritz Jack in der zweiten Runde aus.
Aufgrund seiner Erfolge als Trainer ist er Mitglied in der US Fencing Hall of Fame. Der von ihm gegründete Fechtclub trägt noch heute seinen Namen. Die nach ihm benannte Halberstadt Fencing Foundation hat die Förderung jugendlicher Fechter zum Ziel.